# Monesiglio
Monesiglio (Mnisij in piemontese) è un comune italiano di 568 abitanti della provincia di Cuneo in Piemonte.

## Storia

### Origini
Monesiglio ha origini molto antiche e i suoi primi abitanti erano i Liguri Stazielli che intorno al 172 a.C. dovettero sottomettersi ai "conquistatori" Romani da cui però trassero molti vantaggi per i miglioramenti alle vie di comunicazione da questi ultimi apportati.
Il centro ha origini molto antiche, probabilmente risalenti al II secolo a.C. quando i Liguri Stazielli furono costretti, dopo una strenua opposizione, a cedere all'avanzata delle legioni romane. Alcuni rinvenimenti archeologici (lapidi e stele funerarie) testimoniano questa frequentazione.
Di incerta etimologia il nome si potrebbe associare alla sua posizione strategica: Mons occelli, ossia monte dell’occhiello, inteso come un luogo di sentinella; un’altra ipotesi è invece collegata all’appellativo Monexilium, che rimanderebbe a vicende monastiche, con l’esilio di alcuni su un’altura vicina all’attuale posizione del paese.

## Monumenti e luoghi d'interesse

### Santuario di Santa Maria dell'Acqua Dolce

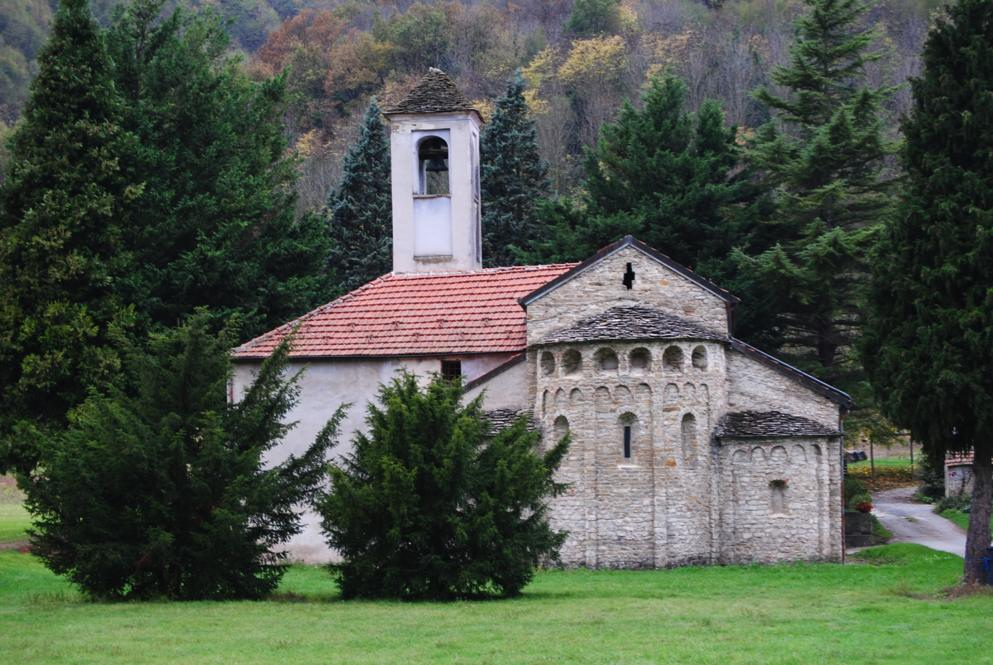
Il Santuario Santa Maria di Acqua Dolce

Inserita sulla sponda sinistra del fiume Bormida si eleva, pittoresca tra gli alberi, la pieve di S. Maria dell’Acqua Dolce. Conosciuto comunemente con il nome di “Santuario della Madonna di San Biagio”, il santuario vede la sua costruzione a cavallo tra il X e l’XI secolo (è più volte citata nei diplomi ottoniani come “plebs de Langa”).
Lo stile costruttivo è quello romanico arcaico e l’edificio si presenta in eccellente stato di conservazione, specialmente in seguito a recenti lavori di restauro. La facciata è a capanna, con archetti pensili intervallati da lesene, che si prolungano anche nella sezione sommitale del claristorio.
Concludono l’edificio tre absidi semicircolari, anch’esse decorate con archetti pensili; quella centrale presenta anche una serie di logge cieche. L’interno si presenta a tre navate, sostenute da pilastri, riplasmato in epoca barocca.
I lavori di restauro hanno inoltre portato alla luce pregiati affreschi romanico-bizantini posti sull'abside centrale, risalenti probabilmente al XII secolo e raffiguranti un Cristo Pantocratore circondato dai simboli dei quattro evangelisti. Sulla parete destra si può invece ammirare una Madonna con Bambino circondata da san Giovanni Battista e sant'Antonio Abate (risalente verosimilmente al XV secolo).
La pieve di Monesiglio, inserita all'interno di questa parte di vallata, rappresenta una fra le costruzioni più significative per le qualità architettoniche e artistiche.

### Castello dei Caldera

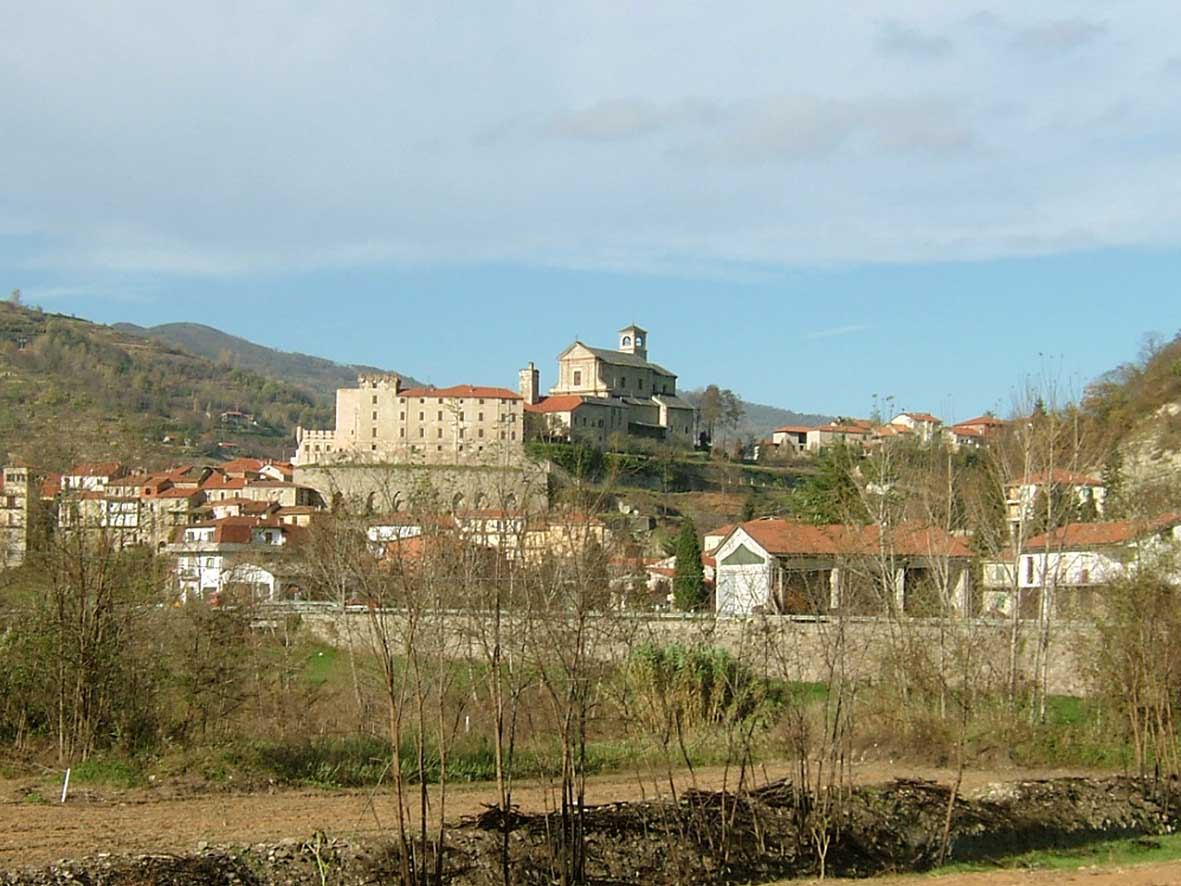
ll castello dei Caldera e la chiesa di Sant'Andrea

Il castello detto "dei Caldera" risale al 1221; numerosi interventi di ristrutturazione portati a termine nel XVII secolo lo hanno trasformato in un palazzo di stile tardo-gotico.
I Caldera furono una famiglia nobile che ottenne il titolo di conti nel XVI secolo.
Si erge massiccio ed è visibile dalla strada dietro campi di granoturco e quasi a difesa dell’abitato.
Della costruzione originaria del XIII secolo quasi nulla risulta più leggibile: nel corso del Settecento il complesso difensivo venne trasformato in una residenza signorile.
La parte più antica appare oggi l’imponente opera di sostruzione della collina, un vero e proprio terrazzamento in muratura. Ancora in buone condizioni è la torre centrale, decorata con merli a “coda di rondine”.
Altre modifiche furono apportate nell’Ottocento e poi ancora nel secolo successivo, fino a quando l’intero edificio venne poi adattato ad uso parrocchiale.
Nel 1940, durante lavori di ulteriore restauro del maniero, sono stati portati alla luce affreschi con figure del XVI secolo che decoravano l'interno della cappella. Gli affreschi sono stati attribuiti ad Antonio Occelli, pittore originario di Ceva.
Il castello — inserito nel circuito dei "Castelli Aperti" del Basso Piemonte — conserva all'interno la sala degli stemmi.

## Società

### Evoluzione demografica
Abitanti censiti

## Cultura

### Musei
A Monesiglio è presente uno degli pochi  "Musei della Seta" al mondo, posizionato al primo piano dei locali dell’ex Filanda. L’ingresso del museo è a forma di un bozzolo del baco da seta. Si tratta di una sorta di «installazione in movimento» con particolari effetti luminosi e sonori ed è la testimonianza di ciò che la Filanda di Monesiglio è stata per quasi un secolo per tante lavoratrici dell’Alta Langa: un ambiente duro, malsano, ma anche un sostegno economico per le loro famiglie che vivevano nella miseria.
A fare da sottofondo durante il percorso, i canti delle «filandere», le operaie che hanno lavorato nella fabbrica fino alla chiusura, negli anni '50.
I visitatori hanno a disposizione slide, pannelli descrittivi sulla coltura del gelso, sull’allevamento dei bachi, antichi macchinari ed un plastico della Filanda, struttura nata da un piccolo laboratorio nel 1850.

### Monesiglio nella letteratura
Monesiglio ha un dignitoso spazio nella poesia e nella narrativa:, diversi autori lo hanno menzionato, come Carlo Prandi in Canti delle Langhe dove ne rievoca la posizione geografica e le frequenti inondazioni, Augusto Monti, in I Sansôssí e Beppe Fenoglio in La malora.

### Eventi
- Di piazzetta in piazzetta - festa di inizio estate (metà giugno). Tipica feste di paese, con prelibatezze enogastronimiche(ravioli al plin, carne alla griglia, panini, patatine, formaggi, crepes, friciule al lardo etc) per le vie del borgo, artisti di strada, gruppi musicali e discoteca con zona dance e zona latino americano
- Festa di San Biagio - fine agosto/inizio settembre.

## Economia

### Turismo
Il suo territorio è toccato dal percorso escursionistico GTL (Grande Traversata delle Langhe), un anello di sentieri di circa 100 km che unisce 19 comuni dell’Alta Langa in un percorso di cammino.

## Amministrazione

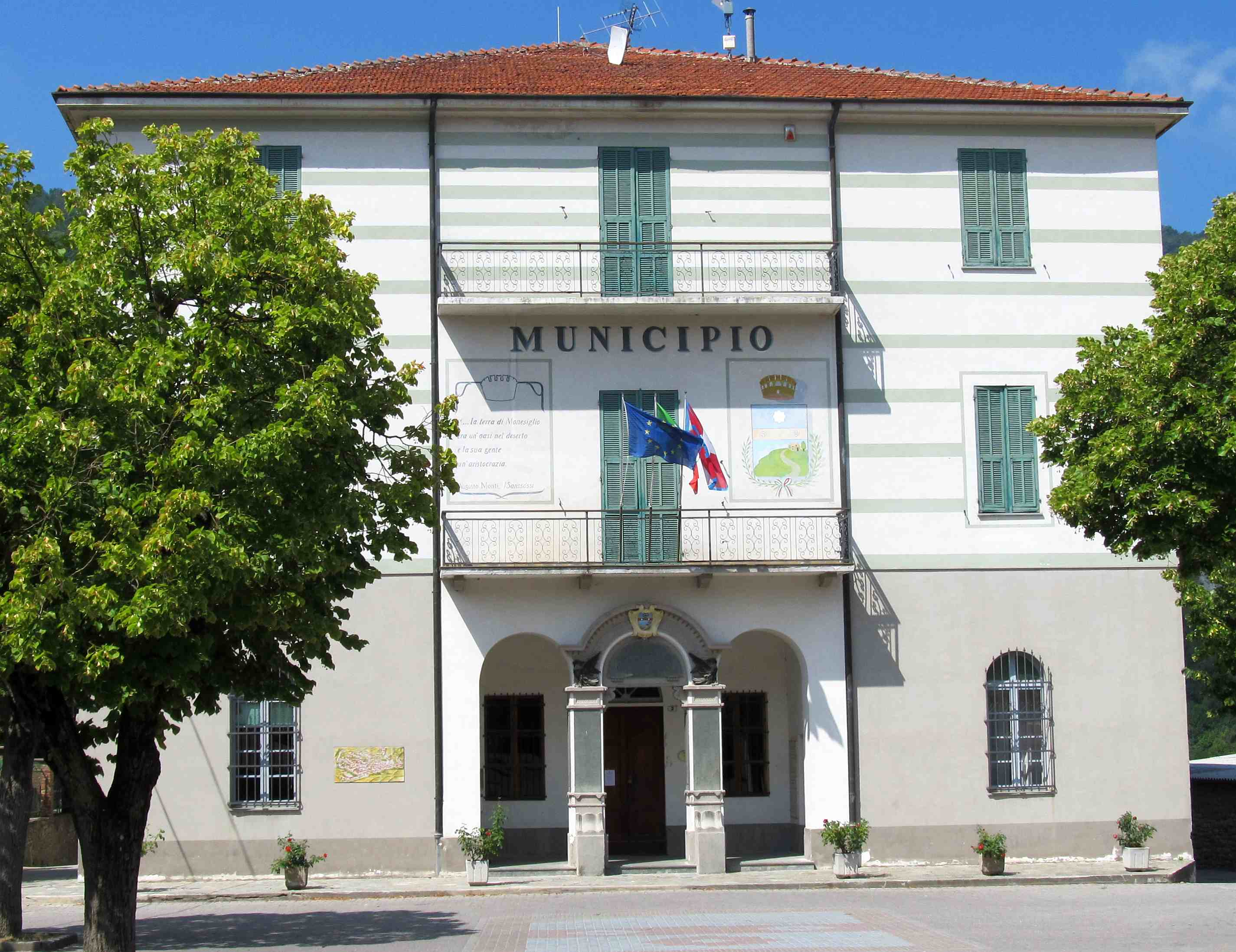
Il municipio

| Periodo         | Periodo         | Primo cittadino      | Partito                      | Carica                  | Note  |
| --------------- | --------------- | -------------------- | ---------------------------- | ----------------------- | ----- |
| 2004            | 2009            | Paolo Torcello       | lista civica                 | Sindaco                 |       |
| 8 giugno 2009   | 30 giugno 2013  | Carlo Rosso          | Lista civica                 | Sindaco                 | [ 7 ] |
| 19 luglio 2013  | 26 maggio 2014  | Marinella Rancurello |                              | Commissario prefettizio | [ 8 ] |
| 26 maggio 2014  | 30 ottobre 2015 | Paolo Torcello       |                              | Sindaco                 |       |
| 31 ottobre 2015 | 5 giugno 2016   | Piercarlo Avenati    |                              | Vice Sindaco            |       |
| 6 giugno 2016   | in carica       | Giuseppe Galliano    | Lista civica "Noi Siamo Voi" | Sindaco                 |       |

### Altre informazioni amministrative
Il comune faceva parte della comunità montana Alta Langa e Langa delle Valli Bormida e Uzzone.